# Santandera
Santandera is een geslacht van rechtvleugeligen uit de familie sabelsprinkhanen (Tettigoniidae). De wetenschappelijke naam van dit geslacht is voor het eerst geldig gepubliceerd in 2008 door Koçak & Kemal.

## Soorten
Het geslacht Santandera  is monotypisch en omvat slechts de volgende soort:
- Santandera robusta (Hebard, 1927)